# Le Chef en France
Le Chef en France est une émission diffusée sur M6 qui a pour but la découverte la cuisine au travers de terroirs et régions variés,, parfois à l'étranger. Elle est présentée par Cyril Lignac,.
Dans chaque épisode, au volant de son side-car, le chef prend la route pour faire découvrir aux téléspectateurs une région avec ses spécialités culinaires, des produits locaux, mais aussi des métiers parfois méconnus. Pour cela il s’invite durant une semaine chez des personnes proches du terroir, afin de mettre en lumière un métier, une passion, un combat parfois pour faire perdurer des traditions.
À la fin de l'émission, qui correspond à la fin de la semaine de visite, Cyril Lignac remercie ses hôtes avec un menu dans lequel il réinterprète à sa façon recettes et produits régionaux.

## Épisodes

### Saison 1: 2012
| no | Titre                           | Date de diffusion | Audience                | Diffusion M6 | Diffusion 6ter |
| -- | ------------------------------- | ----------------- | ----------------------- | ------------ | -------------- |
| 1  | Le chef en Bretagne             | 17 janvier 2012   | 2,6 millions (17,0 %)   | X            |                |
| 2  | Le Chef en Corse                | 16 avril 2012     | 2,351 millions (8,8 %)  | X            |                |
| 3  | Le Chef en Auvergne             | 16 avril 2012     | 2,125 millions (12,9 %) | X            |                |
| 4  | Le Chef au Maroc                | 1er mai 2012      | 1,419 millions (12,1 %) | X            |                |
| 5  | Le Chef en Languedoc-Roussillon | 4 décembre 2012   |                         | X            |                |

### Saison 2: 2013
| no | Titre                       | Date de diffusion | Audience | Diffusion M6 | Diffusion 6ter |
| -- | --------------------------- | ----------------- | -------- | ------------ | -------------- |
| 1  | Le Chef en PACA             | 27 mai 2013       |          | X            |                |
| 2  | Le Chef à la réunion        | 9 août 2013       |          |              | X              |
| 3  | Le Chef en Pays de la Loire | 16 août 2013      |          |              | X              |
| 4  | Le Chef en Midi-Pyrénées    | 30 août 2013      |          |              | X              |